# Campanularia gigantea
Campanularia gigantea är en nässeldjursart som beskrevs av Walter Douglas Hincks 1866. Campanularia gigantea ingår i släktet Campanularia och familjen Campanulariidae. Inga underarter finns listade i Catalogue of Life.